# 93e escadre de ravitaillement en vol
La 93e Escadre de Ravitaillement en Vol est une ancienne unité de ravitaillement en vol de l'armée de l'air française.

## Escadrons
- Escadron de ravitaillement en vol 1/93 Aunis
- Escadron de ravitaillement en vol 2/93 Sologne
- Escadron de ravitaillement en vol 3/93 Landes

## Bases
- BA125 Istres
- BA702 Avord
- BA118 Mont-de-Marsan

## Appareils
- Boeing C-135F
- Boeing C-135FR